# Louhans
Louhans ist eine französische Gemeinde mit 6.483 Einwohnern (Stand 1. Januar 2022) im Département Saône-et-Loire in der Region Bourgogne-Franche-Comté. Sie ist die Hauptstadt der burgundischen Bresse, des Arrondissement Louhans und des Kantons Louhans. Sie gehört zur Vereinigung „Die schönsten Umwege Frankreichs“, der 88 Orte im ganzen Land angehören. Die Bewohner werden Louhannais, resp. Louhannaise genannt.

## Geografie

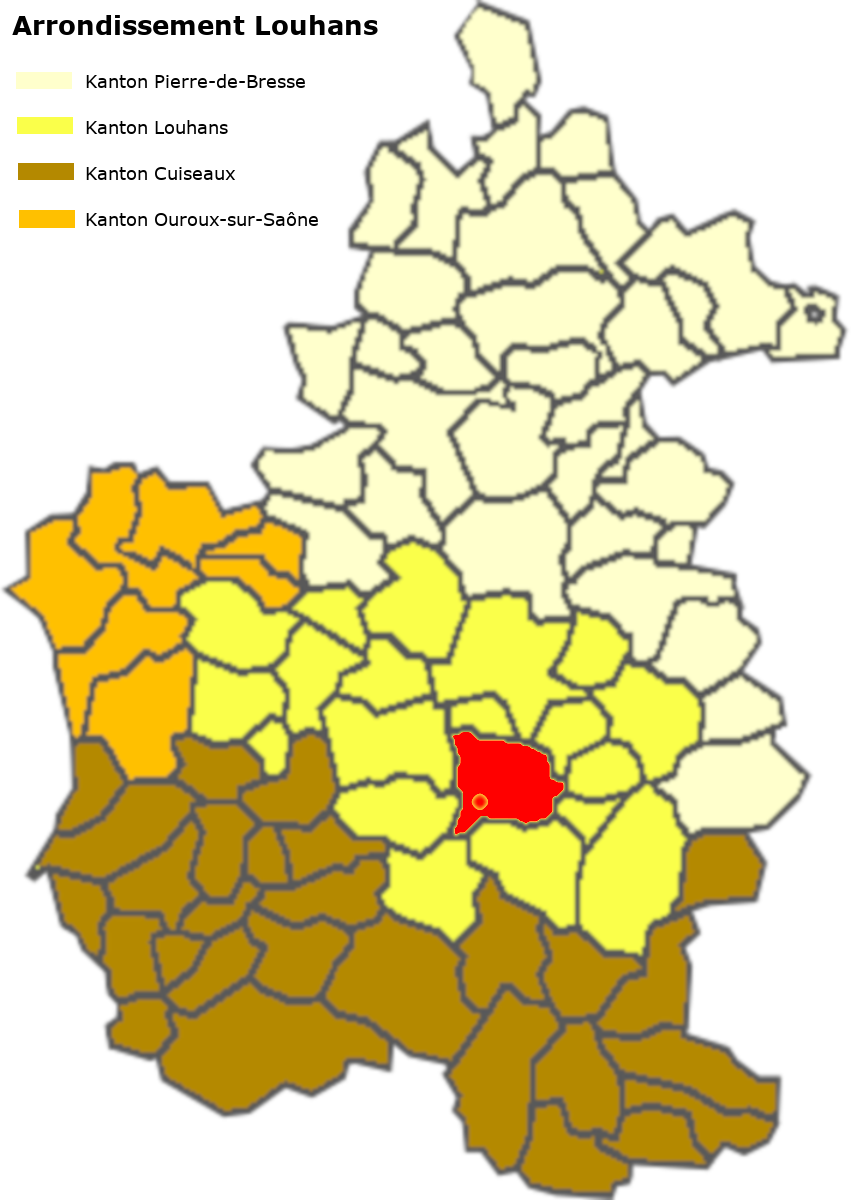
Lage der Gemeinde im Arrondissement Louhans

Louhans liegt im Südosten des Bourgogne-Franche-Comté. Die Stadt ist das Zentrum der Bresse Louhannaise und liegt am Zusammenfluss der Flüsse Seille, Vallière und Solnan. Auf dem Gemeindegebiet münden der Ruisseau de l’Étang du Villard und der Ruisseau de Blaine. Diese Ruisseaux haben ein Einzugsgebiet von rund 442 Quadratkilometer, das sich östlich bis über Lons-le-Saunier und nordöstlich bis Poligny erstreckt. Die Stadt ist ein Verkehrsknotenpunkt, die Straßen führen von hier aus sternförmig nach Lons-le-Saunier (D678), Flacey-en-Bresse (D21), Cuiseaux (D972), Varennes-Saint-Sauveur (D996), Montpont-en-Bresse (D12), Cuisery (D971), Montret (D978), Simard (D678), Pierre-de-Bresse (D13) und Bellevesvre (D137). Das Gebiet war schon zu gallorömischer Zeit recht wichtig, schon damals kreuzten sich hier etliche Römerstraßen. Damals war allerdings Châteaurenaud eher noch wichtiger als Louhans, seit 1973 sind die beiden Gemeinden fusioniert. Bedingt durch den städtischen Charakter der Gemeinde, sind nur wenige Waldflächen vorhanden, diese ziehen sich vornehmlich entlang der Ostgrenze, im alten Châteaurenaud. Nördlich liegen die Städte Dijon und Beaune, südwestlich Tournus, Cluny und Mâcon, im Osten grenzt Louhans bereits an die Franche-Comté. Zur Gemeinde gehören die folgenden Weiler und Fluren: Alexandrette, l’Aupretin, la Basse-Cour, Beaulieu, Blaine, Bois-d’Allant, les Bordes, Bourg-Château, Bram, la Brasserie, Brenet, la Butelière, le Carruge, la Chaintre, Champ-Cretin, le Champ-de-la-Fleur, Champ-Perruchot, le Chanet, Châteaurenaud, Chemin-des-Brenets, les Chénevières, le Clou, le Colombier, le Coteau, la Croix-Blanche, les Crus, le Culleron, le Dessus-de-la-Roche, les Dodanes, l’Ecotet, Faubourg-Saint-Jean, les Feys, les Genevriers, le Grand-Champ, les Grands-Bois, les Granges, la Griffonnière, les Grillots, Gruay, les Gruyères, l’Hôpital, Jouy, Longemale, la Maconnière, la Maladière, le Maroc, la Meneuvre, Meurienne, Moulin-de-Bram, Moulin-de-la-Blanette, le Moulin-de-la-Salle, les Noiserez, Notre-Dame-de-Lorette, le Paradis, la Peupleraie, le Pré-Davaud, la Prozette, la Queue, les Reverseilles, les Ripettes, Rondiche, Saint-Claude, Saint-Laurent, la Sâle (Gewässer), les Salines, Saugy, Seugny, les Tisses, la Troche, la Tuilerie, les Vaux, les Venets, la Villeneuve.

### Klima
Das Klima in Louhans ist warm und gemäßigt. Es gibt das ganze Jahr über deutliche Niederschläge, selbst der trockenste Monat weist noch hohe Niederschlagsmengen auf. Die Klassifikation des Klimas nach Köppen und Geiger ist Cfb ((Gemäßigtes) Ozeanklima). Die Temperatur liegt im Jahresdurchschnitt bei 12,3 °C. Der wärmste Monat ist der Juli mit einer Durchschnittstemperatur von 21,5 °C, der kälteste der Januar mit 3,6 °C. Über ein Jahr verteilt summieren sich die Niederschläge auf 1081 mm, dabei ist der November mit 117 mm der niederschlagsreichste, während Juli als trockenster Monat 72 mm aufweist. Über das ganze Jahr werden etwa 2764 Sonnenstunden gezählt.
|                        | Jan | Feb | Mär  | Apr  | Mai  | Jun  | Jul  | Aug  | Sep  | Okt  | Nov  | Dez |   |      |
| Mittl. Temperatur (°C) | 3,6 | 4,2 | 7,8  | 11,5 | 15,3 | 19,5 | 21,5 | 21,1 | 17,3 | 13,2 | 7,7  | 4,4 | ⌀ | 12,3 |
| Mittl. Tagesmax. (°C)  | 6,5 | 8,0 | 12,3 | 16,0 | 19,7 | 24,2 | 26,2 | 25,9 | 21,8 | 17,2 | 10,8 | 7,2 | ⌀ | 16,4 |
| Mittl. Tagesmin. (°C)  | 0,9 | 0,9 | 3,5  | 6,6  | 10,5 | 14,5 | 16,5 | 16,2 | 13,0 | 9,5  | 4,7  | 1,8 | ⌀ | 8,3  |
|                        |     |     |      |      |      |      |      |      |      |      |      |     |   |      |
| Niederschlag (mm)      | 98  | 83  | 80   | 90   | 93   | 77   | 72   | 73   | 87   | 104  | 117  | 107 | Σ | 1081 |

| 0,9 |

| 0,9 |

| 3,5 |

| 6,6 |

| 10,5 |

| 14,5 |

| 16,5 |

| 16,2 |

| 13,0 |

| 9,5 |

| 4,7 |

| 1,8 |

| 0,9 |

| 0,9 |

| 3,5 |

| 6,6 |

| 10,5 |

| 14,5 |

| 16,5 |

| 16,2 |

| 13,0 |

| 9,5 |

| 4,7 |

| 1,8 |

## Toponymie
Louhans war schon in vorrömischer Zeit besiedelt, wie archäologische Funde bestätigt haben. In gallo-römischer Zeit hieß der Ort Lovincum, was möglicherweise auf das Keltische zurückgeht im Sinne von beim Fluss (kelt. Fluss = low). Die erste bekannte schriftliche Erwähnung des Ortes erfolgte 878 in pago vero Lugdunensi... villam Lovingo cum ecclesia in honore Sancti-Martini (deutsch so viel wie: Im Gau von Lyon... die Stadt Lovingo mit der Kirche zu Ehren von Sankt-Martin). 926 wird in den Büchern von Chalon-sur-Saône erwähnt: in pago Cabilonense, in vicaria Lovingense (deutsch so viel wie: im Gau von Chalon, in der Pfarrei von Lovincum). Spannend wird es 956, da wird berichtet von in pago Lugdunense, in agro Poslimiacense… in villa Leuvencolt, wo das Leuvencolt stark an das keltische Löwin anklingt. 1252 erfolgt aber bereits die Erwähnung als Louans, mit wenigen Abweichungen bleibt dieser Namen erhalten, seit 1452 ist er so bezeugt.
Es gab übrigens einen weiteren Erklärungsversuch für den Namen Louhans: Der Name gehe zurück auf das lateinische Wort für Wolf (lupus) und insbesondere auf den Zusatz uhulans. Dieses lupus uhulans, was so viel bedeutet wie heulender Wolf, sei der Ursprung des Namens von Louhans. Aber bereits Lucien Guillemaut tat dies als reines Fantasieprodukt ab.

## Geschichte

### Entwicklung zur Stadt
Louhans entwickelte sich aus einem Weiler oder Dorf, die Äbte von Benediktinerabtei Tournus waren die ersten Herren von Louhans und hatten für das geistliche Leben ein Priorat eingerichtet. Zudem hatten sie einen Hafen an der Seille erbaut, von wo sie das Salz aus den Jurasalinen treidelten. Die Einkünfte aus dem Salzzoll waren erheblich und die Einwohner, zumindest die ärmsten, profitierten davon, da die Mönche das lebensnotwendige Salz in der ersten Karwoche unter ihnen verteilten.
Als Folge dieser ersten Quelle des Wohlstandes wurde das Dorf bald ein Städtchen und ein Handelspunkt, an dem man sich mit Salz und anderen Gütern versorgte. Gegen Ende des 13. Jahrhunderts wuchs seine Bedeutung noch, es wurde zu einer befestigten Stadt mit einer Festung, Gräben und Stadtmauern.
Die Kirche – le mouty (von monasterium – Kloster) – ursprünglich dem Heiligen Martin wurde später dem Heiligen Peter geweiht. Die Äbte von Tournus bemühten sich, diesem kleinen Zentrum noch mehr Wichtigkeit zu verleihen, hatten sie doch weitere Besitztümer in der Umgebung. Die geistlichen Einrichtungen entwickelten sich ebenfalls: Die kleine Pfarrei die bisher lediglich von den Mönchen mitbedient worden war, wurde nun dem Erzbischof von Besançon unterstellt und blieb es bis zum Ende des Ancien Régime. Im Vertrag zwischen den Mönchen von Tournus und dem Erzbischof von Besançon war die Rede von einem Prior und einem Kaplan. Eine Familiarité mit einem Priester entstand im 13. und 14. Jahrhundert dank Stiftungen. Die Familiarité, war eine religiöse Verbindung, die in der Freigrafschaft häufig war. In Louhans bestand sie aus etwa zwanzig Brüdern, mit einem Priester, der als einziger auswärtig sein durfte. Um dazuzugehören, musste man in der Stadt geboren sein, von Vater und Mutter, die in der Stadt wohnhaft waren und man musste in der Pfarrkirche getauft worden sein und zudem dauernd in der Stadt gewohnt haben. Gegen Ende des 15. Jahrhunderts musste ein Bewerber zudem Lesen und Singen können. Mit der Mitgliedschaft waren recht gute Einkünfte verbunden, die gleichmäßig auf die Angehörigen aufgeteilt wurden, diese wiederum hatten die Aufgaben zu erfüllen, die in den Satzungen vorgesehen waren. Schließlich hatten die Familiaren das Recht, den Vikar aus ihrer Mitte zu nominieren. Allerdings musste er eine Prüfung vor dem Abt von Tournus bestehen und sich auch dem Erzbischof vorstellen.
Außer den Familiaren bestand ein Kapitel für die herrschaftliche Kapelle, die der Maria geweiht ist. Hugues von Vienne gründete das Kapitel im 14. Jahrhundert, es bestand aus sechs Kanonikern, einer davon der Doyen. Jean von Vienne vermachte ihnen testamentarisch 18 Pfund jährlich, dem Doyen 24 und ein Stück Land zur Bewirtschaftung. Diese Kanoniker wurden durch den Grundherrn ernannt, der sie üblicherweise aus dem Kreis der Familiaren wählte. Seit dem 14. Jahrhundert bestanden weitere Kapellen in der Kirche von Louhans: die Kapelle vom Heiligen Geist, gegründet am 10. November 1377 durch Gillet Chevilliard und seine Frau Huguette, eine Kapelle des Heiligen Nikolaus, eine der Heiligen Katharina und der Heiligen Barbara, und dazu gehörten jeweils ebenfalls Bruderschaften. Von der Kirche selbst ist nicht bekannt, wann sie erbaut wurde. Man weiß nur, dass sie 1376 als Folge von kriegerischen Handlungen abbrannte. Bei der Kirche lagen die Gräber der kirchlichen Würdenträger, der weltlichen Herren und reicher Bürger. Die der Kirche zunächst stehenden Häuser waren diejenigen der Kanoniker und der Familiaren. In einem der Häuser war eine kleine Schule, der Lehrer wurde durch einen klösterlichen Beamten eingesetzt.
Am Ufer der Seille erhob sich das Schloss, erbaut durch die Herren von Vienne, deren Besitztümer einen großen Teil der Bresse umfassten. Die Herren von Vienne übernahmen immer mehr Rechte von den Äbten von Tournus, bis sie schließlich 1269 der Stadt Louhans ihren Freibrief ausstellen konnten. Vom Schloss ist nichts mehr geblieben, außer dem Namen place du château, beim nördlichen Stadteingang auf dem linken Seilleufer. Hinter dem Schloss wuchs die Stadt, bestehend aus einer befestigten Straße, der rue principale, die mit Arkaden bestückt war, die sich besonders gut eigneten für Markt und Handel und vor Regen und Sonne schützten – wie auch heute noch. Die übrigen Straßen ähnelten wohl eher Wegen und Gässchen. Wie heute führte die Hauptstraße Richtung Châteaurenaud und Lons-le-Saunier. Auf dieser Straße, kurz vor der Steigung, lag Orme, das als Grenze im Freibrief bezeichnet war.
Außerhalb der Stadt lagen noch einzelne Häuser, Felder, Gärten und zeitweise die Gebäude für die Leprakranken oder Pestbefallenen. Seit dem 14. Jahrhundert besitzt Louhans ein Spital. Allerdings ist nicht mehr bekannt, wo es lag. Am Ende des 15. Jahrhunderts wurde ein neues Spital gebaut, vermutlich nahe beim Schloss beim westlichen Stadttor.
Seit dem Freibrief von der Leibeigenschaft befreit, hätten die Bewohner der Stadt, Kleriker, Bürger, Kaufleute und Arbeiter, in Friede und Wohlstand leben können, aber die Geschichte legte ihnen fast ununterbrochen Hindernisse in den Weg. Raubzüge, Überfälle, Epidemien und Pestzüge verschonten sie nicht. Sie hätten Armut und Hungersnöte wohl überstehen können und die Stadt wachsen lassen, ausbauen und ihre Geschäfte ausweiten können, aber die folgenden Jahrhunderte brachten immer wieder Unbill mit sich.
Das monotone Leben wurde unterbrochen von religiösen Feiern, häufigen Festen und den Markttagen, die schon damals montags stattfanden. Am Abend läutete die Kirche Betzeit und beim zweiten Läuten, um neunzehn Uhr, mussten alle Feuer gelöscht sein. Man ging früh schlafen, die Stadttore wurden bei Einbruch der Nacht geschlossen. Am Sonntag war ein Bürger damit beauftragt, um Mitternacht die Glocke zu läuten und den Montag auszurufen, wofür er jährlich drei Pfund erhielt und im 16. Jahrhundert als Réveille matin bezeichnet wurde. Es war üblich, jeden Sonntag Weihwasser in die Häuser zu tragen. Der damit beauftragte Bürger versprühte Weihwasser am Eingang des Hauses mit dem Betruf: Asperges me Domine und erhielt darauf ein Almosen. Dieser Brauch ist typisch für das Burgund und obwohl schon sehr alt, hielt er sich noch bis ins 19. Jahrhundert. Daneben feierte man die Heilige Katharina am 25. November als Patronin der jungen Mädchen, und Sankt Nikolaus am 6. Dezember als Patron der Schüler, beide hatten ja eine Kapelle in der Kirche.
Zunehmend entstanden Bruderschaften, um gemeinsam zu beten und den Mitgliedern den letzten Dienst zu erweisen. Von Zeit zu Zeit, sicher aber am Fest des jeweiligen Heiligen, wurden die Gebete durch ein ausgedehntes Mahl ersetzt. Es entstanden Zünfte, die ebenfalls einem Heiligen geweiht waren. Die Schmiede und Goldschmiede wählten Saint Eloi, die Schneider Saint Blaise, die Weber Saint Lin, die Sattler Saint Crépin, und alle hatten ihre Flagge und ihren jährlichen Festtag, den sie mit einer Prozession durch die Stadt und einem ausgedehnten Essen begingen – sogar die Armbrustschützen hatten eine Zunft, ihr Heiliger war der Saint Sébastien und wegen ihrer Verdienste bezahlte ihnen die Stadt gar 5 Pfund jährlich.
Die Stadt wurde bald zu einem regionalen Zentrum, Handwerker und Kaufleute ließen sich nieder. Märkte und Messen wurden regelmäßig durchgeführt. Da die Stadt auf dem Wege in die Schweiz und nach Italien lag, richteten viele Kaufleute Lager ein.
In den Arkaden befanden sich die Läden, die durch trapons verschlossen waren. Der unterste Teil war fest, der obere Teil ließ sich in der Mitte öffnen, wobei der obere Laden hochgeklappt wurde und der untere horizontal den Tisch für die Handelswaren bildete.

### Die Herren von Louhans
bis 15. Jahrhundert
- die de Viennes
  - aus dem Lehensregister von 1450 geht hervor, dass die Herrschaft Louhans an Rudolf von Hachberg überging. Dieser war mit Margarethe von Vienne (* 1422, † 1458) verheiratet und kaufte die Herrschaft von Guillaume IV. de Vienne. Der Verkauf kam zustande wegen der Verschwendungssucht von Guillaume de Vienne. Der Sohn Philipp von Hachberg-Sausenberg erweiterte die Herrschaftsgebiete in erheblichem Maße.
- Jean de Rupt war ebenfalls kurze Zeit Herr über einen Teil des Stadtgebietes. Er ließ 1492 die Kapelle Notre-Dame in der Kirche von Louhans wieder aufbauen.

16. Jahrhundert
- Die Tochter Philipps von Hachberg-Sausenberg, Johanna von Hachberg-Sausenberg heiratete 1504 Louis I. von Orléans-Longueville († 1516), wodurch die Herrschaft Louhans an die Longuevilles überging. Ihre Tochter, Françoise d'Orléans-Longueville (* 1549; † 1601) heiratete 1565 Louis I. de Bourbon, Fürst von Condé. Sie übergab die Herrschaft später an ihren Sohn Charles de Bourbon, Graf von Soissons. Schließlich ging die Herrschaft über an Marie de Nemours, genannt Demoiselle de Longueville, die am 22. Mai 1657 ihren Vetter Henri II. de Savoie heiratete, der zwei Jahre später verstarb.

17. Jahrhundert
- Die Herrschaft blieb noch eine Weile in den Händen der d'Orléans und de Bourbon. Die letzte der Familie war Louise Léontine Jacqueline de Bourbon. Durch die Heirat am 24. Februar 1710 mit Charles Philippe d'Albert (* 30. Juli 1695, † 2. November 1758), Duc de Luynes, Duc de Chevreuse, Duc de Montfort-l'Amaury, Comte de Tours, Baron de La Rochecourbon, de Semblançay et de Saint-Michel, Pair de France, nahte das Ende der Herrschaft des Hochadels.

18. Jahrhundert
- 1711 erwarb François Guyet die Baronie Louhans. Er war Conseiller d’État (Staatsrat), Maître des requêtes und Intendant der Finanzen in Lyon. 1722 wurde Guyet vom König zum Gouverneur von Louhans ernannt, 1724 wurde die Baronie Louhans zur Grafschaft erhoben. Damit wechselte die Herrschaft Louhans zur Noblesse de robe.
- Die einzige Tochter, Philiberte Thérèse Guyet († 1774), heiratete Jérome de Chamillard, Maréchal de camp et armées du roi, der jedoch kurz darnach kinderlos verstarb. Die Witwe Chamillard war jedoch gut versorgt mit der Markgrafschaft Bantanges, der Baronie Saint-Germain-du-Plain und Ouroux, der königlichen Kastellanei von Sagy, den Herrschaften von Charangeoux, Rupt und la Vicheresse (Saint-Usuge), Vanoise, Simandre und Saint-Étienne-en-Bresse. Die Gräfin Chamillard wohnte oft auf ihrem Schloss Dallemands und kam bei Gelegenheit in ihre Stadt Louhans. Sie wurde stets mit Marmeladen, Sirupen und Wein beschenkt, tat aber auch viel Gutes für die Stadt, namentlich das Spital und die Charité.
- Die Gräfin von Chamillard vererbte ihren Besitz ihrem Neffen, Antoine Gagne, der kinderlos starb und die Herrschaft weitervererbte an Benigne Legoux de Saint-Seine, als letztem Herrn von Louhans.

Mit der Französischen Revolution 1789 wurden die Vorrechte des Adels abgeschafft, sie behielten lediglich noch ihre Titel.

### Die Herren von Châteaurenaud
1973 kam Châteaurenaud zu Louhans, bis dann hatte es seine eigene Geschichte.
Seit dem 11. Jahrhundert sind Herren von Châteaurenaud bekannt: Rainaud (1197), Ponsard (1350), Hugues und Odot. Der Ort verfügte über eine nennenswerte Burg, gut gelegen auf einer Motte, mit einem wehrhaften Turm und starken Gebäuden, alles eingeschlossen mit Festungsmauern und Gräben rings um die Motte, sie war Ende des 14. Jahrhunderts ein Lehen der Herren von Sainte-Croix-en-Bresse, das an Guillaume de la Marche ging. Es vererbte sich in der Familie, bis zum Chronisten und Dichter Olivier de la Marche. Seine Schwester, Jeanne de la Marche, brachte Châteaurenaud in die Ehe mit Jean le Mairet, Oberforstmeister des Chalonnais. Dessen Tochter brachte es 1498 als Mitgift in die Ehe mit Guillaume de Thullière, genannt Montjoie.
Châteaurenaud gelangte anschließend in den Besitz der de Moisy (1540) und Jean de la Borderie, verheiratet mit Antoinette de Ténarre. Durch deren zweite Ehe ging die Herrschaft an Theode Bouton. Gegen 1700 ging die Herrschaft durch Kauf an Guillaume de Mailly. Für seinen Urenkel, Antoine Anne Alexandre Marie Gabriel Joseph François de Mailly wurde das Lehen durch Louis XV. im Juli 1752 zum Marquisat erhoben. Sein Sohn wiederum, Antoine de Mailly, war Mitglied der Konstituante und der letzte Herr von Châteaurenaud.
Mit der Französischen Revolution 1789 wurden die Vorrechte des Adels abgeschafft, sie behielten lediglich noch ihre Titel.

### Das Erste Kaiserreich und die Restauration
Nach den französischen Parlamentswahlen im Mai 1815 wurden die Abgeordneten der Repräsentantenkammer ernannt, die durch das Zusatzgesetz von eingerichtet wurde. Louis Gabriel Philibert Debranges, gebürtiger Louhanser und gewählter Vertreter der Saône-et-Loire, ist im Alter von 77 Jahren wahrscheinlich der Dekan dieser Kammer.
Das auf dem Gebiet von Châteaurenaud gelegene Château de Mailly, Eigentum der ehemaligen Herren, wurde nach seinem Verkauf im Jahr 1827 nach und nach abgerissen.

### Die Julimonarchie und das Zweite Kaiserreich
Im Jahr 1840 traten die Flüsse Seille und Solnan über ihre Ufer, wodurch der Großteil der Gebiete von Louhans, Châteaurenaud und den umliegenden Gemeinden unter Wasser stand.

### Die Dritte Republik
Am 3. April 1871 wurde der Bahnhof Louhans an der Strecke Chalon – Lons-le-Saulnier von Lucien und Félix Mangini, beide Eisenbahnpioniere in Frankreich, eingeweiht.
Im Januar 1897 gründete Gabriel Chavet, damals Gymnasiast, in Louhans den ersten High-School-Esperanto-Club in Frankreich und einen der ersten sechs weltweit.
Ende des 19. Jahrhunderts verfügte Louhans über eine Filzhutfabrik, die etwa fünfhundert Mitarbeiter beschäftigte und etwa 1.800 Hüte pro Tag produzierte.
Im Jahr 1911 wurde in Louhans auf Initiative von Lucien Guillemaut eine gelehrte Gesellschaft gegründet: die Gesellschaft der Freunde der Künste, der Wissenschaften und der Archäologie, Genealogie und Geschichte der burgundischen Bresse, die lange Zeit von Joseph Berthier geleitet wurde. Im Jahr 2001 beteiligten sich die Freunde der Künste auf Initiative von Alain Cordier an der Gründung des Verbandes der historischen und wissenschaftlichen Vereine der burgundischen Bresse, BRIXIA, der heute fünfzehn Vereine umfasst.

### Zweiter Weltkrieg
Der Waffenstillstand vom 22. Juni 1940 teilte Frankreich die besetzte Zone der deutschen Armee und der sogenannten „freien“ Zone. Die Demarkationslinie verlief 35 km nördlich von Louhans und teilte die Region Saône-et-Loire in zwei Teile. Die Gebiete der Gemeinden Louhans und Châteaurenaud, die damals noch von Louhans getrennt waren, lagen beide in der freien Zone. Die Stadt Chalon-sur-Saône lag in der Besatzungszone. Auch Frauen gerieten in den Strudel der Gewalt. Am Sitz der mit den Nazis kollaborierenden Organisation Milice français war es vermutlich die „Colonelle“ Maud Champetier de Ribes, die Simone Gond, eine Frau in den Reihen der Résistance, foltern ließ.
Ab Februar 1944 war eine Gruppe von Widerstandskämpfern etwa zwanzig Kilometer von Louhans entfernt in La Madeleine in der Stadt Saint-Martin-en-Bresse. Am Abend des Mittwoch 8. März 1944 begannen mitten in der Nacht heftige Kämpfe zwischen dem Maquis (Bezeichnung für den Widerstand der Résistance) der Region Louhans und den deutschen Truppen. Der Weiler wurde verwüstet und geplündert. Acht Opfer in den Reihen des Widerstands und unter der Zivilbevölkerung bleiben zurück. Die Gemeinden Louhans und Châteaurenaud wurden am 3. September 1944 von amerikanischen Truppen befreit.
Ab 15. September 1944 wurde aus Freiwilligen der französischen Streitkräfte im Landesinneren des Louhannais das 2. Infanteriebataillon unter dem Befehl von Kommandant Daumont, bekannt als Hurepoix, aufgestellt. Die Erinnerung an diese Aktion wird in Louhans durch eine 1964 angebrachte Gedenktafel bewahrt.
Der Parcours der Erinnerung (Parcours de memoire) führt an zahlreichen Orten Ereignisse aus der Zeit der Resistance 1942–1944 auf. Bei Nr. 14 wird an die Execution von Andre Faivre erinnert.
Text seiner Plakette:

### Heraldik
Die Stadt Louhans-Châteaurenaud verwendet ein Wappen, das historisch begründet ist. Blasonierung: In Rot zwei schräg gekreuzte silberne Schlüssel, begleitet im Haupt von einer französischen goldenen Lilie. Während die gekreuzten Schlüssel die Wehrhaftigkeit ausdrücken und insbesondere die Schlüssel darstellen, mit denen die beiden Stadttore geöffnet wurden, wurde die Lilie nach dem Besuch von Heinrich IV. (* 1553 † 1610) als Belohnung für die Unterstützung des Königs dem Wappen beigefügt. Das Wappen findet sich als Skulptur am Stadthaus, als Zeichnung beim Gemeindearchiv an der Rue des Bordes, eingemeisselt am Glockenturm und auf einem Fenster der Kapelle. Zudem findet es sich auf dem Kamin der Küche des Hôtel-Dieu.
Der ursprüngliche Stadtteil Châteaurenaud besaß ebenfalls ein Wappen. Der Ort benutzte das Wappen, das auf die Familie de Mailly zurückgeht. Blasonierung: In Rot ein Sparren mit gewellten Balken in Blau und Silber, begleitet von drei silbernen Lilien. Teilweise erscheinen die Wappen von Louhans und von Châteaurenaud gemeinsam, beispielsweise auf Drucksachen der Gemeinde.

## Bevölkerung
| Louhans: Einwohnerzahlen von 1793 bis 2020 | Louhans: Einwohnerzahlen von 1793 bis 2020 | Louhans: Einwohnerzahlen von 1793 bis 2020 | Louhans: Einwohnerzahlen von 1793 bis 2020 | Louhans: Einwohnerzahlen von 1793 bis 2020 |
| --- | ------------------------------------------ | ------------------------------------------ | ------------------------------------------ | ------------------------------------------ |
| Jahr |                                            |                                            |                                            | Einwohner                                  |
| 1793 | 1793                                       |                                            | 4.338                                      | 4.338                                      |
| 1800 | 1800                                       |                                            | 3.905                                      | 3.905                                      |
| 1806 | 1806                                       |                                            | 4.348                                      | 4.348                                      |
| 1821 | 1821                                       |                                            | 4.415                                      | 4.415                                      |
| 1831 | 1831                                       |                                            | 4.529                                      | 4.529                                      |
| 1836 | 1836                                       |                                            | 5.028                                      | 5.028                                      |
| 1841 | 1841                                       |                                            | 5.136                                      | 5.136                                      |
| 1846 | 1846                                       |                                            | 5.351                                      | 5.351                                      |
| 1851 | 1851                                       |                                            | 5.393                                      | 5.393                                      |
| 1856 | 1856                                       |                                            | 5.162                                      | 5.162                                      |
| 1861 | 1861                                       |                                            | 5.207                                      | 5.207                                      |
| 1866 | 1866                                       |                                            | 5.289                                      | 5.289                                      |
| 1872 | 1872                                       |                                            | 5.306                                      | 5.306                                      |
| 1876 | 1876                                       |                                            | 5.657                                      | 5.657                                      |
| 1881 | 1881                                       |                                            | 5.758                                      | 5.758                                      |
| 1886 | 1886                                       |                                            | 5.871                                      | 5.871                                      |
| 1891 | 1891                                       |                                            | 6.099                                      | 6.099                                      |
| 1896 | 1896                                       |                                            | 6.129                                      | 6.129                                      |
| 1901 | 1901                                       |                                            | 6.096                                      | 6.096                                      |
| 1906 | 1906                                       |                                            | 6.167                                      | 6.167                                      |
| 1911 | 1911                                       |                                            | 6.109                                      | 6.109                                      |
| 1921 | 1921                                       |                                            | 5.642                                      | 5.642                                      |
| 1926 | 1926                                       |                                            | 5.718                                      | 5.718                                      |
| 1931 | 1931                                       |                                            | 5.729                                      | 5.729                                      |
| 1936 | 1936                                       |                                            | 5.824                                      | 5.824                                      |
| 1946 | 1946                                       |                                            | 5.925                                      | 5.925                                      |
| 1954 | 1954                                       |                                            | 5.735                                      | 5.735                                      |
| 1962 | 1962                                       |                                            | 6.059                                      | 6.059                                      |
| 1968 | 1968                                       |                                            | 6.241                                      | 6.241                                      |
| 1982 | 1982                                       |                                            | 6.483                                      | 6.483                                      |
| 1990 | 1990                                       |                                            | 6.140                                      | 6.140                                      |
| 1999 | 1999                                       |                                            | 6.237                                      | 6.237                                      |
| 2006 | 2006                                       |                                            | 6.422                                      | 6.422                                      |
| 2009 | 2009                                       |                                            | 6.451                                      | 6.451                                      |
| 2014 | 2014                                       |                                            | 6.349                                      | 6.349                                      |
| 2020 | 2020                                       |                                            | 6.451                                      | 6.451                                      |
| Quelle(n): EHESS/Cassini bis 2006, ab 2009 INSEE Anmerkung(en): • Ab 1962 offizielle Zahlen ohne Einwohner mit Zweitwohnsitz • 1973 wurden Branges, Sornay und Châteaurenaud zu Louhans geschlagen. Branges und Sornay verselbständigten sich 1979 wieder, Châteaurenaud blieb bei Louhans. In diesem Diagramm sind die Zahlen für beide Teilgemeinden enthalten • Das Jahr 1975 wird nicht ausgewiesen, da Branges und Sornay bei Louhans mitgezählt wurden. • Höchste Einwohnerzahl 1982 mit 6483, tiefste Einwohnerzahl 1800 mit 3905 (60,2 % vom Maximum) |                                            |                                            |                                            |                                            |

| Bevölkerungsstruktur | Anzahl Einwohner | männlich | weiblich | davon Ausländer | Anteil % |
| -------------------- | ---------------- | -------- | -------- | --------------- | -------- |
|                      | 6454             | 2968     | 3486     | 123             | 1,9      |

| Männer | Alterstufe | Frauen |
| ------ | ---------- | ------ |
| 56     | 90 + älter | 177    |
| 388    | 75–89      | 632    |
| 612    | 60–74      | 793    |
| 599    | 45–59      | 645    |
| 397    | 30–44      | 425    |
| 483    | 15–29      | 420    |
| 434    | 0–14       | 395    |

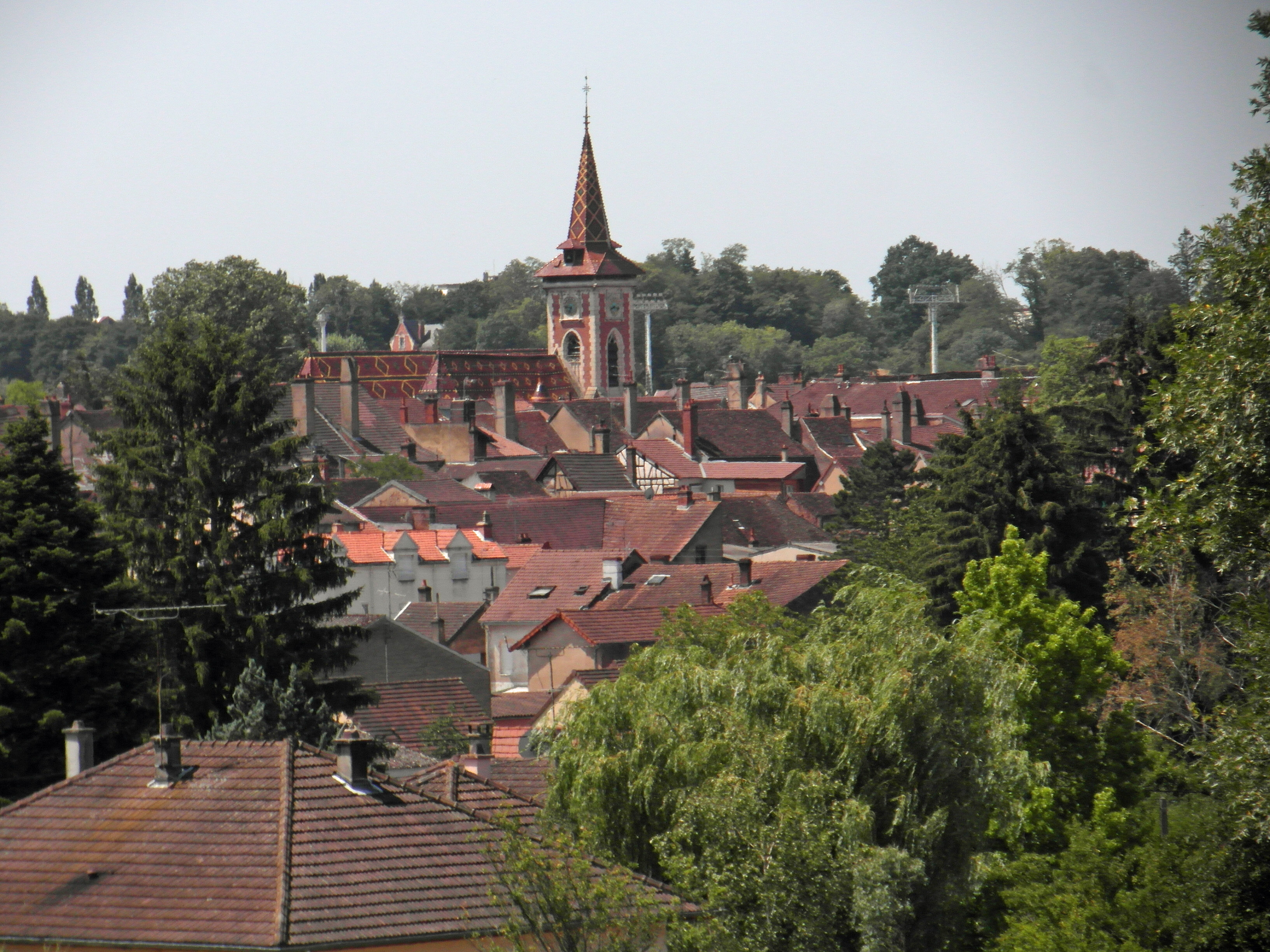
Blick auf Louhans

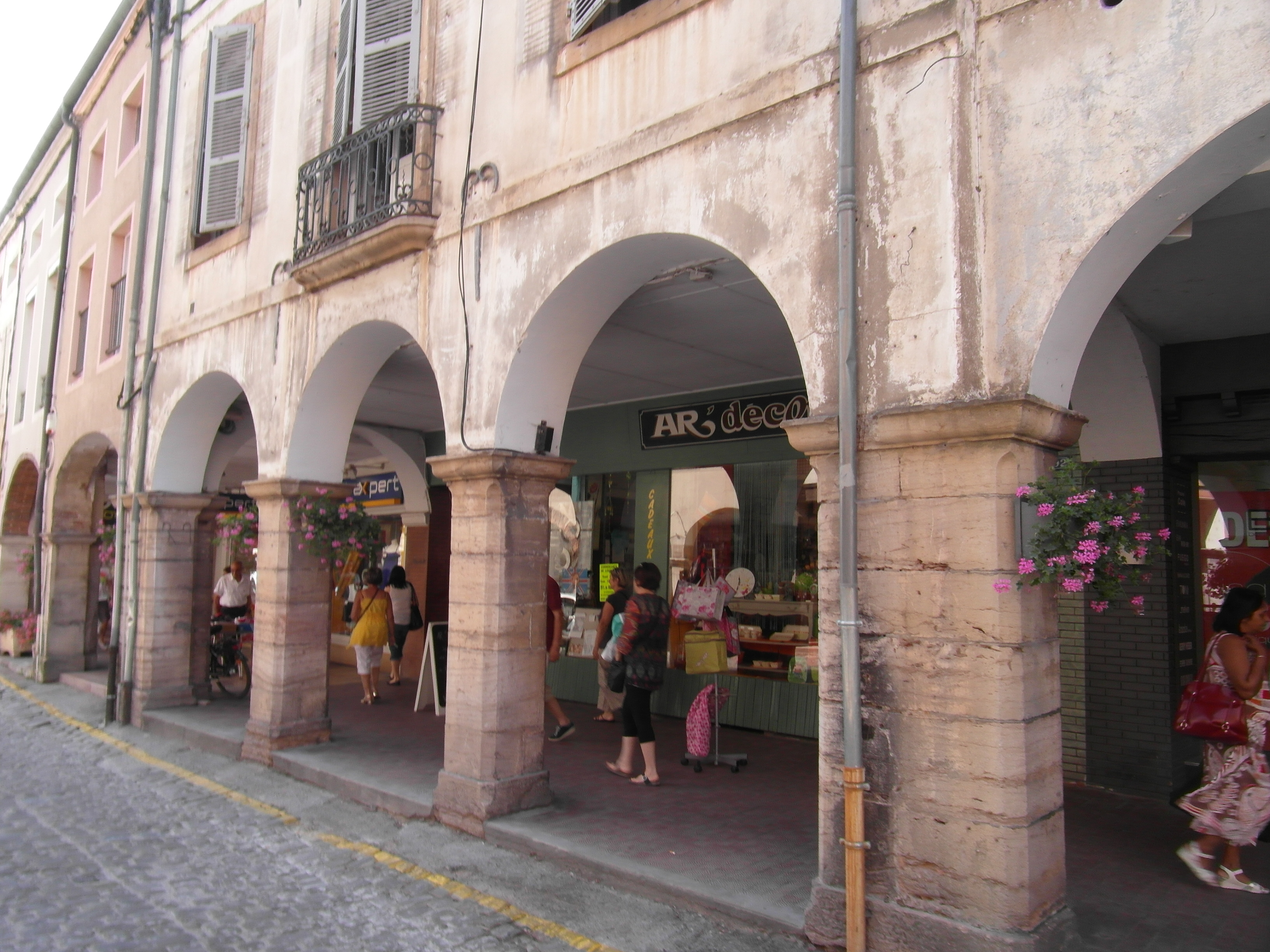
Arkaden in Louhans

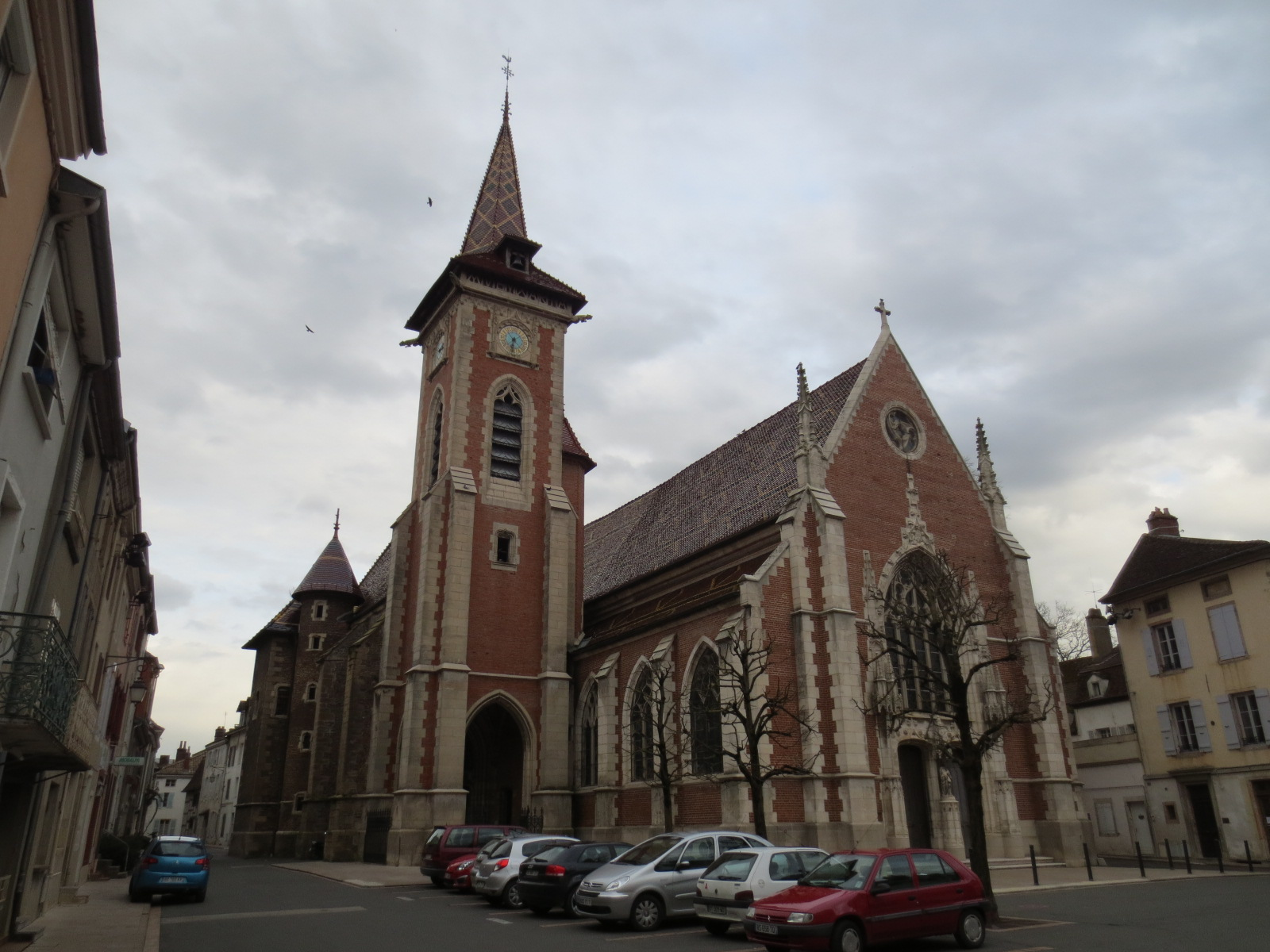
Kirche Saint-Pierre in Louhans

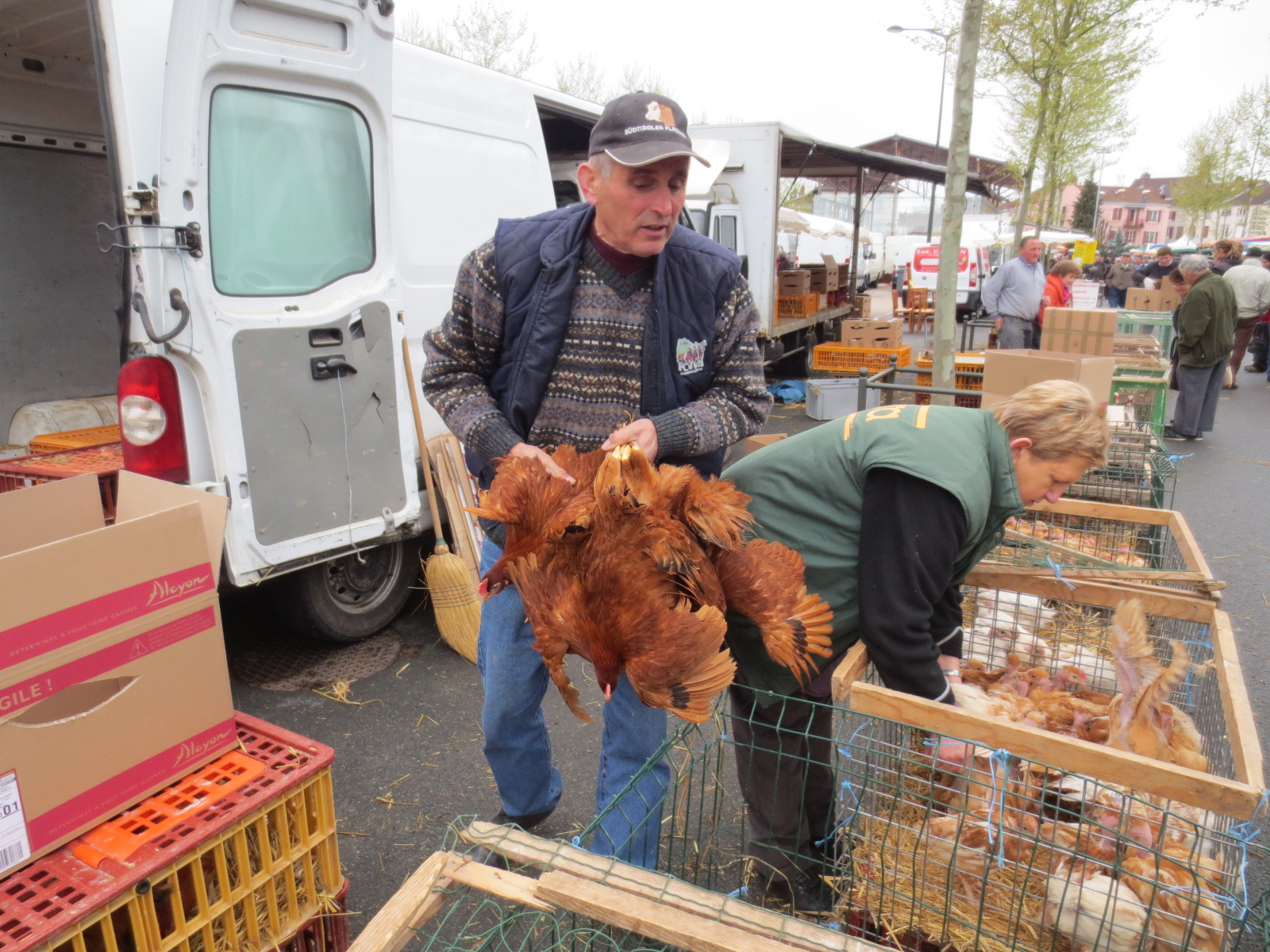
Montagsmarkt in Louhans

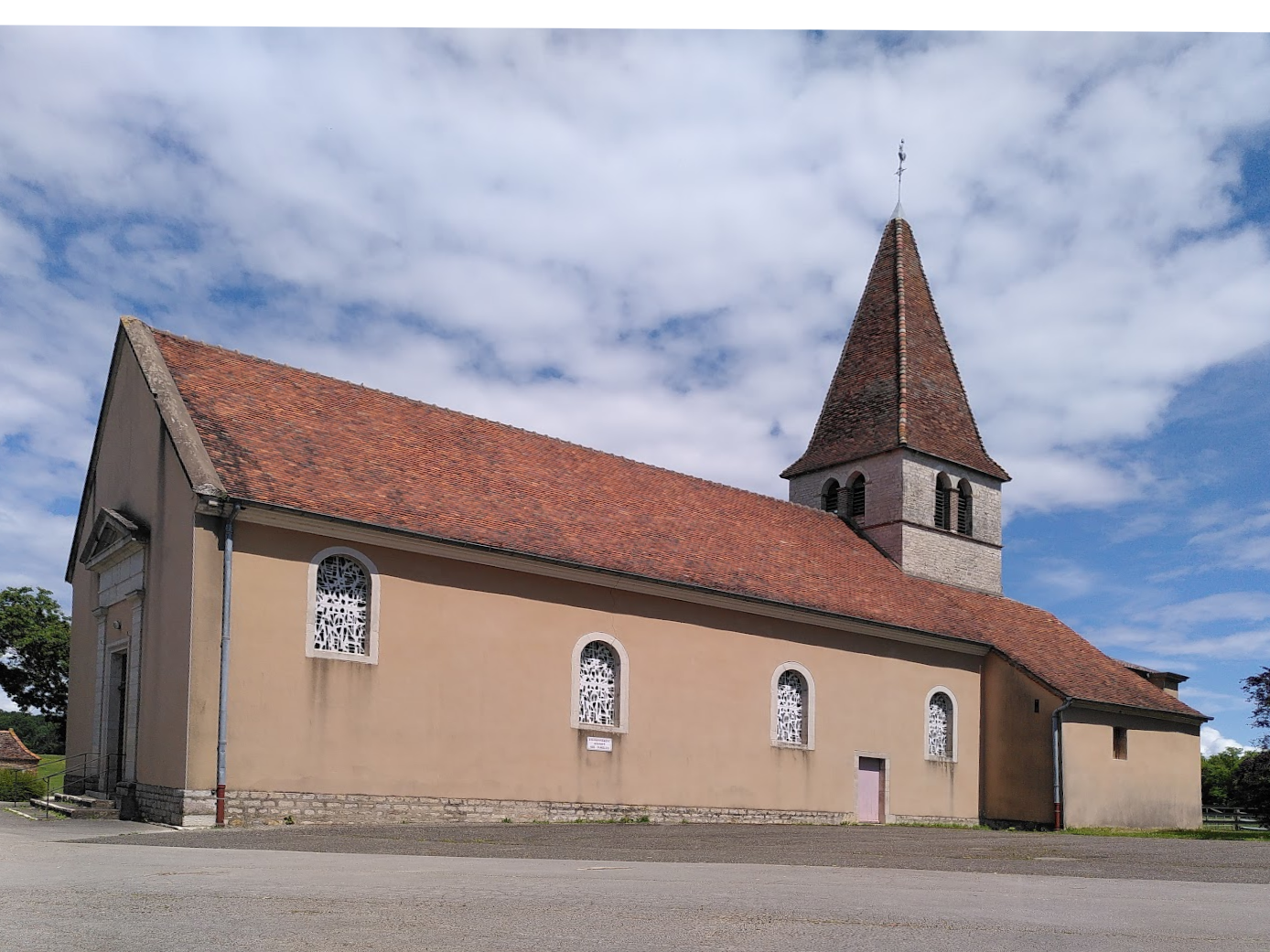
Kirche Saint-Laurent von Châteaurenaud

Die Bevölkerungsstruktur zwischen Männern und Frauen weist einen starken Überhang zugunsten der Frauen auf, die 54 % der Bevölkerung ausmachen. Dabei sind 40 % der Bevölkerung jünger als 45 Jahre. Demgegenüber sind 41 % der Einwohner älter als 60 Jahre und damit im Rentenalter.
| Wohnstruktur               | Anzahl Wohneinheiten | davon Häuser | Wohnungen | sonstige |
| -------------------------- | -------------------- | ------------ | --------- | -------- |
|                            | 3899                 | 2270         | 1557      | 72       |
| davon Hauptwohnsitz        | 3322                 |              |           |          |
| Zweit- oder Ferienwohnsitz | 115                  |              |           |          |
| vakant                     | 462                  |              |           |          |

## Wirtschaft und Infrastruktur

### Unternehmen, Betriebe, Ladengeschäfte und Einrichtungen
In der Gemeinde befinden sich nebst der Mairie und Kirche folgende Unternehmen nach Branchen:
| Branche                                                           | Anzahl Betriebe |
| ----------------------------------------------------------------- | --------------- |
| Industrie und verarbeitendes Gewerbe                              | 44              |
| Baugewerbe                                                        | 54              |
| Groß- und Einzelhandel, Verkehr, Beherbergung und Gastronomie     | 279             |
| Information und Kommunikation                                     | 9               |
| Finanz- und Versicherungsdienstleistungen                         | 44              |
| Grundstücks- und Wohnungswesen                                    | 64              |
| Freiberufliche, wissenschaftliche und technische Dienstleistungen | 99              |
| Öffentliche Verwaltung, Unterricht, Gesundheits- und Sozialwesen  | 90              |
| Sonstige Dienstleistungen                                         | 59              |
| Land- und Forstwirtschaftsbetriebe                                | 11              |

In der Gemeinde befinden sich alle Unternehmen und Ladengeschäfte, die in einer Kleinstadt notwendig sind. Sowohl im sportlichen, medizinischen, gastronomischen und öffentlichen Bereich sind mehr oder weniger alle gängigen Einrichtungen zu finden. Die Stadt bietet 55 Fremdenzimmer und 55 Campingstellplätze. Der Wochenmarkt vom Montagvormittag ist überregional bekannt und beliebt und zieht zahlreiche Touristen an.

### Geschützte Produkte in der Gemeinde
Als AOC-Produkte sind in Louhans Volaille de Bresse und Dinde de Bresse, ferner Crème et beurre de Bresse zugelassen.

### Bildungseinrichtungen
In der Gemeinde bestehen folgende Bildungseinrichtungen:
- eine École maternelle Henri Varlot, die von 79 Kindern besucht wird,
- eine École élémentaire Vial Vincent, die von 112 Schülern besucht wird,
- eine private École élémentaire Notre Dame, die von 165 Schülern besucht wird,
- eine école primaire (École maternelle und École élémentaire), die von 182 Schülern besucht wird,
- das Collège Henri Vincenot,
- das private Collège Notre Dame
- das Lycée polyvalent Henri Vincenot,
- das private Lycée agricole de la Bresse,

die alle der Académie de Dijon unterstehen. Für die Schulen gilt der Ferienplan der Zone A.

## Sehenswürdigkeiten
- Das Städtchen hat viel von seinem früheren Reiz bewahrt, besonders durch die 157 Arkaden der „Grand Rue“, seine alten Häuser aus dem 15. Jahrhundert und das alte Spital von 1682 (Hôtel-Dieu) mit der alten Apotheke sowie durch seine Pfarrkirche mit den bunten Ziegeln.
- Jeden Montag findet in Louhans der drittgrößte Markt Frankreichs statt[38]. Dabei gelangen Lebensmittel, Kleider und andere Waren zum Verkauf, aber auch Tiere, insbesondere ein Geflügelmarkt mit Bresse-Hühnern. Der Markt findet seit 1269 statt und zählt heute rund 150 Marktfahrer.
- Kirche in Châteaurenaud, geweiht dem Heiligen Laurentius[39] mit Grabplatten, insbesondere derjenigen von 1438 von Antoine de la Marche, Herr von Châteaurenaud, mit einem Hund zu seinen Füßen als Zeichen seiner Führerschaft.

## Auszeichnungen
Villes et Villages Fleuris hat der Gemeinde drei Blumen verliehen.

## Städtepartnerschaft
Es besteht eine Städtepartnerschaft mit der deutschen Gemeinde Kirchheimbolanden in der Pfalz. Partnerschule ist das Gymnasium Ochsenhausen.

## Persönlichkeiten
- Antoine de Mailly (1742–1819), Marquis de Châteaurenaud, Schüler von Voltaire, Präsident des Département Saône-et-Loire (1791 und 1792)[41]
- Pierre Begat (1800–1882), Ingenieur, Offizier der Ehrenlegion
- Ferdinand Berthier (1803–1886), war selber stumm und gehörlos, wurde Professor am Taubstummeninstitut in Paris und unter anderem Mitglied der Ehrenlegion
- Lucien Guillemaut (1842–1917), Arzt, Bürgermeister von Louhans, Senator, Lokalhistoriker mit Schwerpunkt Bresse und vor allem Bresse louhannaise
- Nicolas Rousseau (* 1983), Radrennfahrer, geboren in Châteaurenaud